# Fyraften
Fyraften er en dansk dokumentarfilm fra 1983 instrueret af Michael Varming.

## Handling
Denne artikel mangler et handlingsreferat. Hjælp os med at skrive det.